# Stenotarsinae
Sous-famille
Les Stenotarsinae sont une sous-famille d'insectes coléoptères de la famille des Endomychidae. Ce sont des coléoptères associés aux champignons.

## Genres
Africanasaula - Chondria - Danae - Ectomychus - Paniegena - Perrisina - Saula - Stenotarsus - Tragoscelis